# Castleside
Castleside är en ort i Storbritannien.   Den ligger i kommunen Durham i riksdelen England, i den centrala delen av landet, 400 km norr om huvudstaden London. Castleside ligger 229 meter över havet och antalet invånare är 4 728.
Terrängen runt Castleside är platt österut, men västerut är den kuperad. Runt Castleside är det ganska tätbefolkat, med 120 invånare per kvadratkilometer. Närmaste större samhälle är Consett, 3,7 km nordost om Castleside. Trakten runt Castleside består i huvudsak av gräsmarker.